# Christian Rück
Christian Rück, född 8 april 1971, är en svensk psykiater och professor.
År 2020 utsågs han till professor vid Karolinska Institutets centrum för psykiatriforskning. Samma år publicerade han faktaboken Olyckliga i paradiset på Natur & Kultur. Boken diskuterar psykiskt lidande ur ett modernt och historiskt perspektiv, behandlar normalt lidande och medikalisering samt ägnar ett kapitel åt diagnosen utmattningssyndrom. Rück är även medarbetare på Dagens Nyheters frågespalt insidan där han svarar på frågor om psykiatri.
År 2024 tilldelades han Augustpriset i kategorin fackböcker för sin bok Ett liv värt att leva. Varför självmord blev människans följeslagare (Albert Bonniers Förlag).